# 유개 (하간효왕)
유개(劉開)는 중국 후한의 추존황제이다. 정식 시호는 효목황(孝穆皇)이다.
후한 장제의 여섯째 서자이며, 귀인 신씨(貴人申氏) 소생이다. 하간국의 왕에 봉해졌으며, 사후 시호는 하간효왕(河間孝王)이다. 손자 후한 환제가 황제위에 오르면서 효목황(孝穆皇)로 추존되었다.

## 가계
- 부황 : 장제
- 모후 : 귀인 신씨
- 왕후 :
  - 장남 : 하간혜왕 유정(劉政)
  - 차남 : 여오후 유익(劉翼), 환제의 생부
    - 손자 : 제11대 환제

  - 삼남 : 효원황 유숙(劉淑), 제12대 영제의 조부
    - 손자 : 효인황(仁帝)유장, 제12대 영제의 생부